# ویدا حلیمیان
سیده ویدا حلیمیان تیرانداز ایرانی است که در رشتهٔ کامپوند فعالیت می‌کند. او توانست در سال ۱۳۸۹ مدال طلای مسابقات دانشجویان جهان را به دست آورد.

## فعالیت حرفه‌ای
حلیمیان در سال ۱۳۸۶ به عضویت تیم ملی تیراندازی با کمان ایران درآمد و در آبان ۱۳۸۸ در مسابقات جایزه بزرگ آسیا در بنگلادش به مدال نقره دست یافت. در همان ماه، در مسابقات قهرمانی آسیا در اندونزی در رتبهٔ چهارم کامپوند انفرادی قرار گرفت و در کامپوند تیمی بر سکوی سوم ایستاد.
در شهریور ۱۳۸۹ در جام جهانی تیراندازی با کمان در شانگهای در کامپوند تیمی به همراه رضا زمانی نژاد به مدال نقره دست یافت. یک ماه بعد، در شن‌ژن چین، با پیروزی برابر کمانداری از کرهٔ جنوبی قهرمان مسابقات دانشجویان جهان شد.
در تیرماه ۱۳۹۰ تیم کامپوند بانوان ایران شامل ویدا حلیمیان، مهتاب پارسامهر و شبنم سرلک در بازی پایانی مسابقات قهرمانی تیراندازی با کمان جهان در تورین مغلوب تیم آمریکا شد و مدال نقره را به گردن آویخت. در مهر همان سال، توسط فدراسیون جهانی به مسابقه فینال فینالیست‌های تیراندازی با کمان در ترکیه دعوت شد و با شکست برابر کماندار ایتالیایی در رتبهٔ چهارم ایستاد.